# Salix boothii
Salix boothii es una especie de sauce perteneciente a la familia de las salicáceas. Es nativa de Norteamérica desde Columbia Británica y Alberta a California y Nuevo México, donde crece en hábitat de montaña húmeda, como riberas de los ríos. 

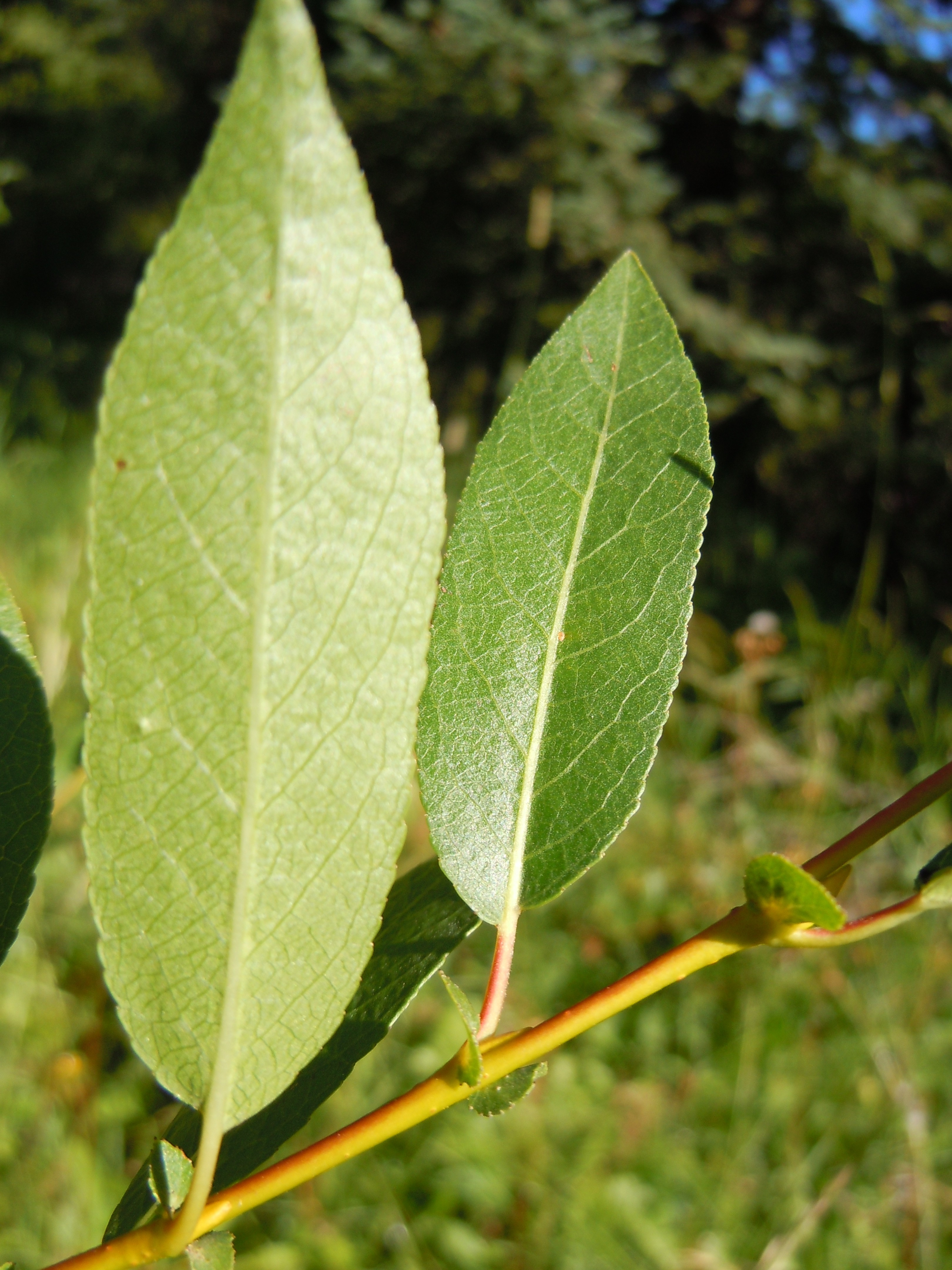
Detalle de la hoja

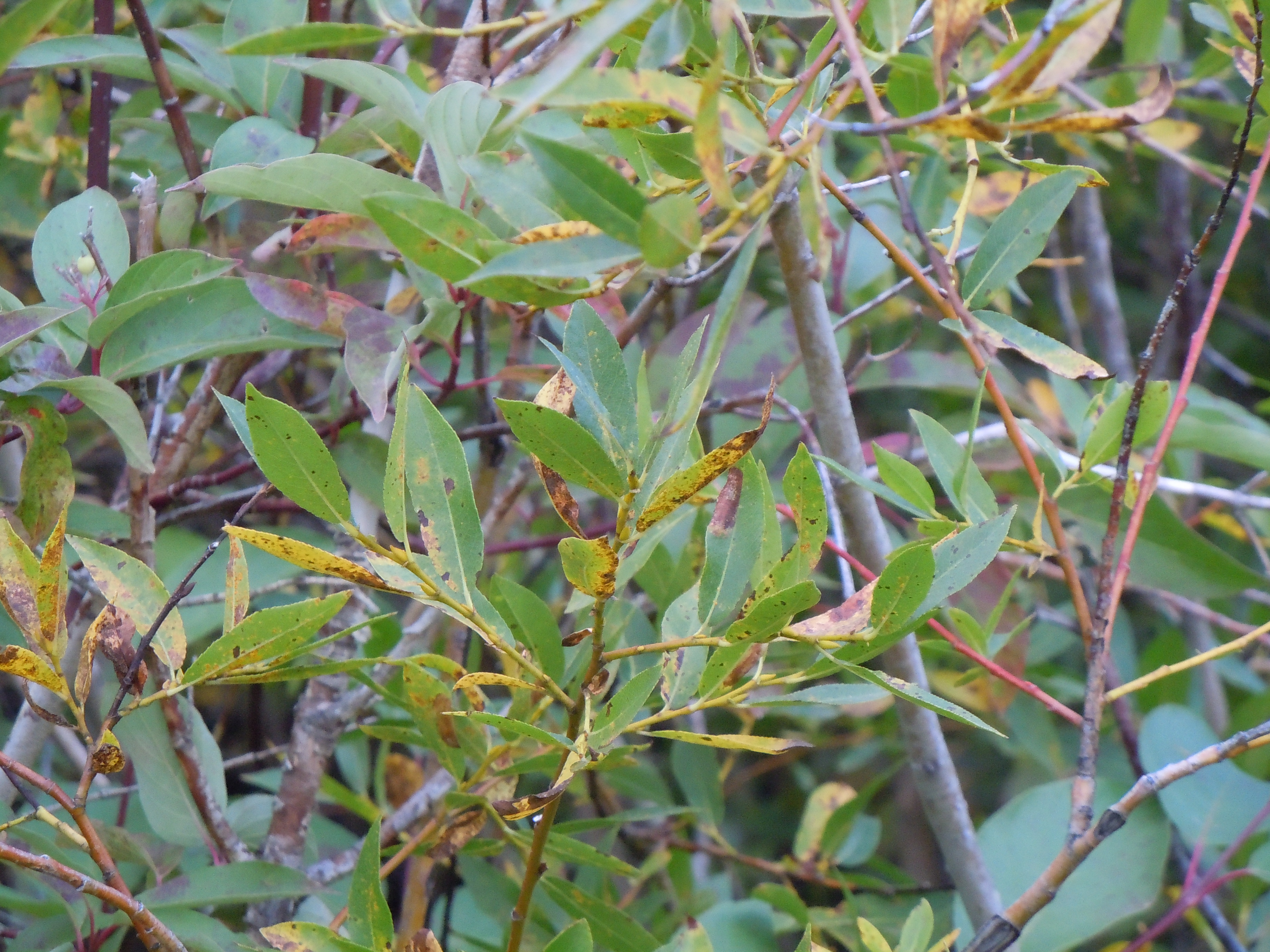
Detalle de la planta

## Descripción
Es un arbusto que puede alcanzar los seis metros de altura. Es más grande y cuenta con más ramas en suelos bien drenados, y es pequeño, de forma más simple en zonas saturadas, como los pantanos. Las hojas son lanceoladas u ovales con una punta afilada y de bordes lisos o ligeramente dentados. Tienen hasta 10 centímetros de largo cuando son maduras, con una superficie superior brillante, las nuevas hojas están cubiertas de pelos blancos peludos. La inflorescencia se desarrolla antes que crezcan las hojas, o al mismo tiempo. Los amentos femeninos tienen unos 4 centímetros de largo y los femeninos hasta 7 cm. 

## Hábitat
Este sauce forma densas colonias espesas y puede ser utilizado para el control de la erosión en los hábitats ribereños en su área de distribución. Se reproduce por semilla y vegetativamente por brotes de la base del tronco y sistema radicular, lo que le permite producir colonias. También es tolerante con los incendios forestales, ya que rebrota con relativa facilidad después de que las partes aéreas se hayan quemado.

## Taxonomía
Salix boothii fue descrita por Robert D. Dorn y publicado en Canadian Journal of Botany 53(15): 1505–1507, en el año 1975.
Etimología
Salix: nombre genérico latino para el sauce, sus ramas y madera.
boothii: epíteto  otorgado en honor del botánico estadounidense William Edwin Booth.
Sinonimia
- Salix myrtillifolia Andersson
- Salix myrtillifolia var. cordata (Andersson) Dorn
- Salix novae-angliae Andersson
- Salix pseudocordata (Andersson) Andersson ex Rydb.
- Salix pseudocordata var. aequalis (Andersson ex C.R. Ball) C.R. Ball ex C.K. Schneid.
- Salix pseudocordata var. cordata (Andersson) C.R. Ball & C.K. Schneid.
- Salix pseudomyrsinites Andersson
- Salix pseudomyrsinites var. aequalis Andersson ex C.R. Ball
- Salix pseudomyrsinites var. cordata Andersson[4]